# Togiak National Wildlife Refuge
Das Togiak National Wildlife Refuge ist ein 16.604 km² großes Schutzgebiet des National Wildlife Refuge Systems im Südwesten Alaskas. Es erstreckt sich von der Bristol Bay im Süden bis ans Yukon-Kuskokwim-Delta im Norden. Teil des Refuges sind die Ahklun Mountains im Norden, die Nushagak-Halbinsel, 35 Flüsse – darunter Kanektok, Goodnews und Togiak River – sowie knapp 1000 km Küste am Beringmeer. Im Osten grenzt der Wood-Tikchik State Park an das Refuge.
Das Refuge wird von der Weltnaturschutzunion in der Kategorie IV (Biotop- und Artenschutzgebiet) geführt. Mit einer Fläche von 9200 km² ist knapp die Hälfte des Refuges als Wilderness Area, der strengsten Klasse von Naturschutzgebieten der Vereinigten Staaten, ausgewiesen.

## Tierwelt

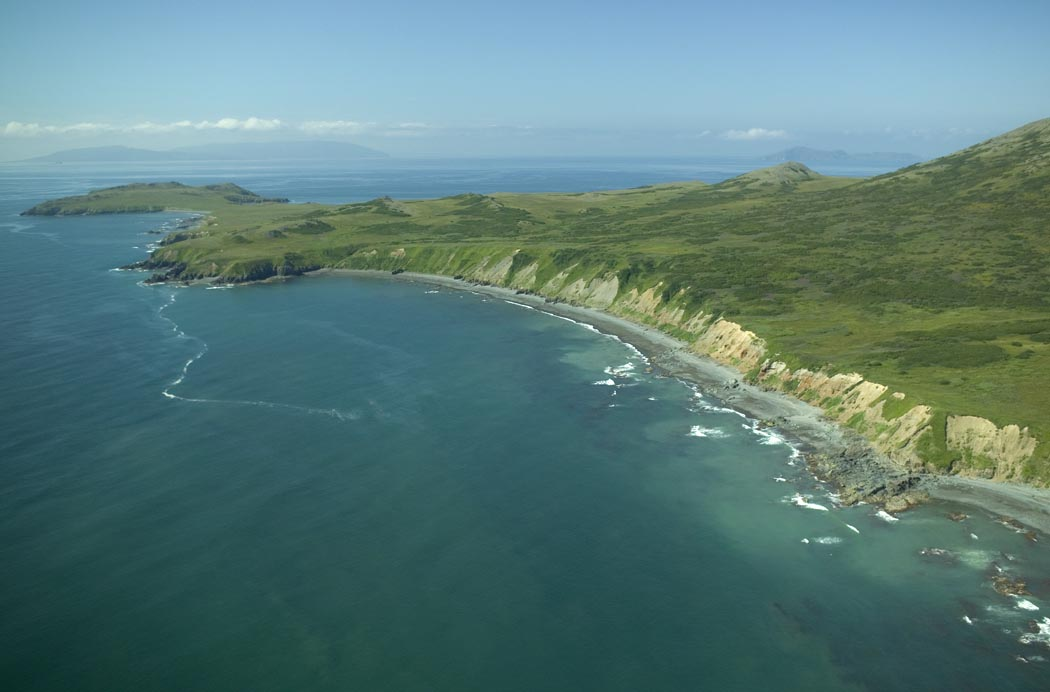
Küste im Togiak National Wildlife Refuge

Im Bereich des Schutzgebiets sind 48 Säugetierarten heimisch, 17 davon Meeressäuger. 150.000 Karibus aus zwei großen Herden, der Nushagak Peninsula und der Mulchatna, durchstreifen das Land. Neben Wölfe, Elche, Braun- und Schwarzbären leben auch Vielfraße, Rotfüchse, Murmeltiere, Biber, Baumstachler und weitere Landsäugetiere hier.
Etwa 200 Vogelarten wurden in der Region des Refuges beobachtet, darunter auch gefährdete Arten wie Plüschkopfente oder Scheckente.
An der Küste und im Meer vor dem Refuge leben Pazifische Walrosse. Bei Cape Peirce im äußersten Südwesten des Schutzgebiets sammeln sich bis zu 12.000 Tiere. Auch Stellersche Seelöwen, Largha-Robben und Seehunde haben hier einen Lebensraum.

## Geschichte
Ausgrabungen weisen auf eine durchgängige Besiedlung der Region um Togiak seit über 2000 Jahren hin. In Security Cove wurden bis zu 5000 Jahre alte Spuren menschlicher Anwesenheit gefunden. Der erste Kontakt der Ureinwohner Alaskas im Südwesten Alaskas mit Europäern fand 1778 statt, als James Cook die Gegend besuchte.
Bevor die Region zum Schutzgebiet wurde, war sie in öffentlichem Besitz unter der Verwaltung des Bureau of Land Management. 1969 wurde ein Teil des heutigen Togiak National Wildlife Refuge als Cape Newenham National Wildlife Refuge unter Schutz gestellt. 1980 wurden die 1070 km² des Cape Newenham NWR im Rahmen des Alaska National Interest Lands Conservation Act auf die heutigen 19.000 km² erweitert und der Name wurde auf „Togiak“ geändert.